# Stachyurus himalaicus
Stachyurus himalaicus är en tvåhjärtbladig växtart som beskrevs av Joseph Dalton Hooker, Amp; Thoms. och George Bentham. Stachyurus himalaicus ingår i släktet Stachyurus och familjen Stachyuraceae. Inga underarter finns listade i Catalogue of Life.